# Ernst Landl
Ernst Landl (Wenen, 12 februari 1914 – Stockholm, 4 december 1983) was een Oostenrijkse jazzpianist, -bassist en -drummer.

## Biografie
Landl studeerde tijdens de jaren 1930 aan het Nieuw Weens Conservatory en maakte al snel naam in het Weense muziekcircuit. In Wenen begeleidde hij de zangeres Adelaide Hall. Hij was al snel actief als muzikant in Noord-Afrika en Portugal. Vanaf 1943 speelde hij in de Steffl-hal met de Italiaanse zanger en gitarist Vittorio Ducchini, de violist Herbert Mytteis en de Franse drummer Arthur Motta. Vanwege de populariteit bij het publiek waren er opnames voor Odeon Records, maar vanwege de 'jazzverveling' in eerste instantie bijna geen publicaties. Na de onderdrukking van het nationaalsocialisme speelde hij in het Weens dansorkest. Hij richtte ook de Hot Club Vienna op als studioband om jazztitels op te nemen voor Elite Special met muzikanten als Hans Koller en Viktor Plasil. Tot 1958 trad Landl voornamelijk op als barpianist in Wenen. Daarna verhuisde hij naar Stockholm, waar hij werkte tot zijn dood.

## Overlijden
Ernst Landl overleed in december 1983 op 69-jarige leeftijd.

## Discografie
- Mytteis, Landl & CO Steffl Swing (1943–1947)
- Hans Koller Early Recordings of Hans Koller 1942-1950